# Главная Кордильера
Гла́вная Кордилье́ра (исп. Cordillera de los Andes) — водораздельный хребет на границе Чили и Аргентины между 31 и 39° южной широты.
В северной части хребта возвышаются вершины более 6000 м (Аконкагуа, 6962 м; Охос-дель-Саладо, 6893 м; Монте-Писсис, 6793 м), но к югу от 35° южной широты высоты не превышают 4000 м. К югу от 33° на западном склоне хребта расположено множество действующих вулканов; нередко случаются землетрясения. Главная Кордильера сложена преимущественно осадочными и вулканическими горными породами мезозоя с внедрениями интрузий.
Годовое количество осадков увеличивается с севера на юг от 200 до 2500 мм, в связи с чем снеговая линия снижается с 4900 м под 30° до 2300 м под 39°, а пустынные формы рельефа сменяются водно-эрозионными и ледниковыми. В северной части хребта на западных склонах произрастают ксерофитные кустарники, в центральной — жестколистные леса, в южной — влажные вечнозелёные леса. Восточные склоны на юге хребта крайне засушливы.